# Un Momento
"Un Momento" é uma música electropop e synthpop por Inna e um single promocional tirado de seu segundo álbum de estúdio "I Am the Club Rocker". É também lançada como faixa bônus na edição espanhola de seu álbum de estreia "Hot". A canção foi escrita e produzida por Inna permanente de colaboradores Play & Win e apresentando o DJ, remixer e produtor Juan Magan. A canção estreou oficialmente em 2 de setembro de 2010. Foi a primeira vez que Inna cantou trechos em espanhol.

## Antecedentes
Em 28 de junho de 2010, o site oficial de Inna anunciou que duas novas canções, intitulada "Sun Is Up "e "Un Momento"(com Juan Magan), escrito e produzido pela Play & Win, deveriam ser liberados juntos como um "Hit Summer Pack". Mas, enquanto "Sun Is Up" estreou na Kiss FM em 29 de junho de 2010, "Un Momento" foi lançada, mais tarde, e apareceu no YouTube no dia 02 de setembro de 2010. Em setembro 5, o site Inna confirmou "Un Momento" ser uma faixa bônus na versão em espanhol do seu álbum de estreia "Hot", que foi lançado em 28 de setembro de 2010.

## Desempenho das paradas
Embora não seja oficialmente lançada como single na Espanha, "Un Momento" se tornou um sucesso moderado no Spanish Singles Chart. Em 14 de novembro de 2010, a canção estreou no número quarenta e sete devido ao seu aumento de vendas de download digital. Ele caiu da carta na semana seguinte, mas voltou ao Top 50 em 28 de novembro de 2010, com pico no número quarenta e seis. No rádio romena, a música estreou em 14 novembro de 2010, no número noventa e dois sobre a Nielsen Airplay Chart, a semana que vem caindo o número noventa e seis e depois de subir ao número de oitenta e três. Em 23 de janeiro de 2011, que atingiu um pico de número cinqüenta e oito.

## Faixas
- "Un Momento-EP" UK digital download[4]

1. "Un Momento" (UK Radio Edit)
2. "Un Momento" (Radio Edit)
3. "Un Momento" (Hi Def Radio Edit)
4. "Un Momento" (Hi Def Mix)
5. "Un Momento" (7th Heaven Radio Edit)
6. "Un Momento" (7th Heaven Mix)

Un Momento (Remixes Oficiais)
1. "Un Momento (Play & Win Radio Edit Version) [feat. Juan Magan]" - 3:39
2. "Un Momento (Play & Win Extended Version) [feat. Juan Magan]" - 4:32
3. "Un Momento (Play & Win 2011 Radio Edit Version)" - 3:24
4. "Un Momento (Play & Win 2011 Radio Edit Version) [feat. Juan Magan]" - 3:25
5. "Un Momento (UK Radio Edit Version)" - 2:28
6. "Un Momento (Hi Def Radio Edit)" - 3:12
7. "Un Momento (Hi Def Club Remix)" - 5:38
8. "Un Momento (7th Heaven Radio Edit)" - 3:55
9. "Un Momento (7th Heaven Club Remix)" - 7:22
10. "Un Momento (JRMX Radio Edit) [feat. Juan Magan]" - 3:39
11. "Un Momento (Tony Zampa Radio Edit) [feat. Juan Magan]" - 2:51
12. "Un Momento (Yvan Kay Drill Radio Edit) [feat. Juan Magan]" - 3:32
13. "Un Momento (Audiodish Radio Edit) [feat. Juan Magan]" - 3:23
14. "Un Momento (Audiodish Club Remix) [feat. Juan Magan]" - 5:50
15. "Un Momento (JRMX Club Remix) [feat. Juan Magan]" - 7:57
16. "Un Momento (Pulserockers Remix) [feat. Juan Magan]" - 4:10
17. "Un Momento (Timmy Rise & Barrington Lawrence Dirty Remix) [feat. Juan Magan]" - 6:55
18. "Un Momento (Yvan Kay Drill Club Remix) [feat. Juan Magan]" - 4:45
19. "Un Momento (Yvan Kay Old School Remix) [feat. Juan Magan]" - 3:13
20. "Un Momento (Diakar Radio Edit) [feat. Juan Magan]" - 3:41
21. "Un Momento (Diakar Club Remix) [feat. Juan Magan]" - 5:33
22. "Un Momento (Tony Zampa Tools Club Remix) [feat. Juan Magan]" - 7:25
23. "Un Momento (Da Brozz Radio Edit) [feat. Juan Magan]" - 3:06
24. "Un Momento (Da Brozz Club Remix) [feat. Juan Magan]" - 5:02

## Desempenho nas paradas

### Paradas semanais
| Parada (2010–11)                              | Melhor posição |
| --------------------------------------------- | -------------- |
| Bélgica (Ultratip Bubbling Under de Flandres) | 12             |
| Bélgica (Ultratop 50 da Valônia)              | 31             |
| Bulgária (IFPI)                               | 36             |
| França (SNEP)                                 | 42             |
| Países Baixos (Mega Single Top 100)           | 98             |
| Polónia (Dance Top 50)                        | 48             |
| Rússia (Russian TopHit 100)                   | 85             |
| Roménia (Romanian Top 100)                    | 12             |
| Espanha (PROMUSICAE)                          | 46             |
| Eslováquia (Rádio Top 100)                    | 4              |

### Paradas de fim de ano
| Parada (2011)    | Melhor posição |
| ---------------- | -------------- |
| Romanian Top 100 | 70             |

## Histórico de lançamento
| Região                | Data                   | Formato                    | Gravadora                                     |
| --------------------- | ---------------------- | -------------------------- | --------------------------------------------- |
| Espanha               | 28 de setembro de 2010 | Download digital           | Roton                                         |
| França                | 19 de julho de 2011    | Download digital           | Roton                                         |
| Europa Oriental       | 15 de agosto de 2011   | Airplay, download digital  | Universal Music Roton Nergia Spinnin' Records |
| México                | 26 de agosto de 2011   | Remixes — Download digital | +Mas Label / EMPO                             |
| Reino Unido e Irlanda | 23 de outubro de 2011  | Download digital           | 3 Beat, AATW                                  |